# Palicourea lasseri
Palicourea lasseri är en måreväxtart som beskrevs av Julian Alfred Steyermark. Palicourea lasseri ingår i släktet Palicourea och familjen måreväxter. Inga underarter finns listade i Catalogue of Life.